# 罗德尼·史密斯
罗德尼·史密斯（英語：Rodney Smith，1966年4月13日—），美国男子摔跤运动员。他曾代表美国参加1992年和1996年夏季奥林匹克运动会摔跤比赛，其中1992年夏季奥运会获得一枚铜牌。